# Comuna Odsherred
Odsherred (Odsherred Kommune) este o comună din regiunea Sjælland, Danemarca, cu o suprafață totală de 356,61 km².